# Barysau
Barysau (en bielorruso: Бары́саў) o Borísov (en ruso: Бори́сов) es una ciudad subdistrital de Bielorrusia, capital del distrito homónimo en la provincia de Minsk. Tiene 145 659 habitantes y está situada junto al río Berézina.

## Historia
Barysau fue fundada en 1102 por el príncipe Borís Vseslávich. En 1812 el ejército de Napoleón sufrió una de sus mayores derrotas en la batalla del Berézina, durante la retirada de su invasión rusa.
En 1871 se construye cerca de Barysau la estación de ferrocarril de la línea entre Brest y Moscú, la zona alrededor de la estación fue anexionada por la ciudad en 1900.
En noviembre de 1917 forma parte de la Unión Soviética. Desde 1918 a 1920 fue ocupada por Alemania, primero, y por Polonia, después. Posteriormente, pasa a formar parte de la República Socialista Soviética de Bielorrusia.
Durante la Segunda Guerra Mundial, la ciudad fue ocupada por la Alemania Nazi desde el 2 de julio de 1941 hasta el 1 de julio de 1944, tiempo durante el cual gran parte de la ciudad quedó destruida. Alrededor de la ciudad se construyeron seis campos de exterminio, en los cuales fueron asesinadas más de 33.000 personas.

## Industria
Después de la guerra, la ciudad se convirtió en un importante centro industrial con 41 grandes fábricas, entre ellas la Planta de Equipos Eléctricos de Automóviles y Tractores de Borísov (BATE). Esta industria exporta principalmente a Rusia.

## Deporte
Destaca el equipo local de fútbol, el FC BATE, que es el actual campeón de la Vysshaya Liga, campeonato que ha conseguido en 15 ocasiones, 13 de los cuales de manera consecutiva. En 2008, 2011, 2012 y 2014 se clasificó para jugar la fase grupos de Liga de Campeones.

## Personajes ilustres
- Anatoli Chubáis